# Université Butler
Pour les articles homonymes, voir Butler.
L’université Butler (en anglais : Butler University) est une université privée située à Indianapolis dans l'Indiana.

## Historique
Fondée en 1855, l'université tire son nom de son fondateur Ovid Butler.

## Composantes
L'université Butler totalise 4 400 étudiants par le biais de six collèges : commerce, communication, éducation, arts libéraux et sciences, pharmacie et des sciences de la santé et beaux-arts.

## Sport
Les Bulldogs de Butler sont l'équipe sportive de l'université.